# Listă de actori canadieni
Aceasta este o listă de actori canadieni.
Cuprins: Început - 0–9 A B C D E F G H I J K L M N O P Q R S T U V W X Y Z

## A

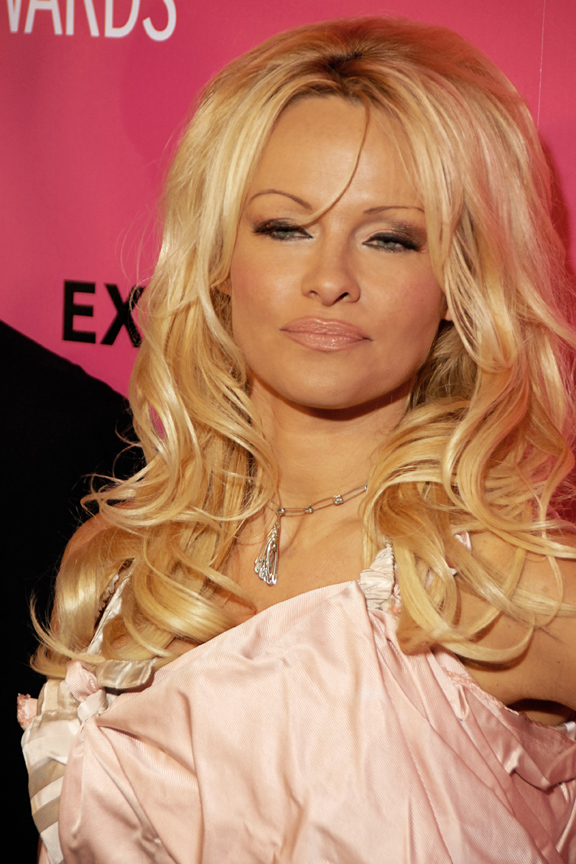
Pam Anderson, 2009

- Graham Abbey
- Alistair Abell
- Alejandro Abellan
- Raymond Ablack
- Jared Abrahamson
- Aaron Abrams
- Rudwan Khalil Abubaker
- Dalmar Abuzeid
- Susan Aceron
- Mark Acheson
- Sharon Acker
- Jean Adair
- Shiraz Adam
- Beverly Adams
- Claire Adams
- Evan Adams
- Marty Adams
- Patrick J. Adams
- R. J. Adams
- Michael Adamthwaite
- Rebecca Addelman
- Dayo Ade
- Melyssa Ade
- Olunike Adeliyi
- Neil Affleck
- Carmen Aguirre
- Paul Ahmarani
- Andrew Airlie
- Daniela Akerblom
- Jeremy Akerman
- Malin Åkerman
- Marc Akerstream
- Philip Akin
- Denis Akiyama
- Fajer Al-Kaisi
- Sharon Alexander
- Kathryn Alexandre
- Toya Alexis
- Hrant Alianak
- Harris Allan
- Martha Allan
- Maud Allan
- Brittany Allen
- Ricca Allen
- Sarah Allen
- Tanya Allen
- Sheldon Allman
- James Allodi
- David Alpay
- Marnie Alton
- Melissa Altro
- Clyde Alves
- Robbie Amell
- Stephen Amell
- Lara Amersey
- Jessica Amlee
- Yves Amyot
- Rachael Ancheril
- Dana Andersen
- Greg Anderson
- Melissa Sue Anderson
- Melody Anderson
- Pamela Anderson
- Starr Andreeff
- Thea Andrews
- Gene Andrusco
- Margaret Anglin
- Kristi Angus
- Paul Anka
- Catherine Annau
- Cameron Ansell
- Zachary Ansley
- Trey Anthony
- Benz Antoine
- Vinessa Antoine
- Salvatore Antonio
- Danny Antonucci
- Magda Apanowicz
- Natalie Appleton
- Nicole Appleton
- Nicole Arbour
- Steve Arbuckle
- Denys Arcand
- Gabriel Arcand
- Nathaniel Arcand
- Nico Archambault
- Charles Arling
- Brad Armstrong
- Dean Armstrong
- Tré Armstrong
- François Arnaud
- Will Arnett
- Brian Arnold
- Charlotte Arnold
- Craig Arnold
- Lawrence Aronovitch
- Nina Arsenault
- Julia Arthur
- Michelle Arvizu
- Anthony Asbury
- Lauren Ash
- Mark Ashley
- Aaron Ashmore
- Shawn Ashmore
- Cynthia Ashperger
- Harvey Atkin
- Damien Atkins
- David Atkinson
- Dhanaé Audet-Beaulieu
- Melissa Auf der Maur
- Gerald Auger
- Matt Austin
- Teri Austin
- Roger Avary
- Marie Avgeropoulos
- Dan Aykroyd
- Peter Aykroyd
- Philippe Ayoub
- Kristian Ayre
- Benjamin Ayres
- Caroline Azar
- Yank Azman
- Kyra Azzopardi

## B

Sebastion Bach, 2012

- Joanna Bacalso
- Sebastian Bach
- Steve Bacic
- Ali Rizvi Badshah
- Julian Bailey
- Paule Baillargeon
- Simone Bailly
- Bonar Bain
- Conrad Bain
- Jennifer Bain
- Bob Bainborough
- Scott Bairstow
- Joby Baker
- Shannon Baker
- Shauna Baker
- Simon R. Baker
- Brigitte Bako
- Liane Balaban
- Karen Dianne Baldwin
- Lise Baldwin
- Robert Baldwin
- Crystal Balint
- Liza Balkan
- Ashleigh Ball
- Sonja Ball
- Linda Ballantyne
- Ella Ballentine
- Chasty Ballesteros
- Heather Bambrick
- James Bamford
- Carl Banas
- Cameron Bancroft
- Boyd Banks
- Perry Banks
- Sydney Banks
- Margaret Bannerman
- Shanice Banton
- Anaïs Barbeau-Lavalette
- Gillian Barber
- John Barbour
- Amanda Barker
- Jessica Barker
- Emilie-Claire Barlow
- Demore Barnes
- Kathleen Barr
- Sarah Barrable-Tishauer
- Brent Barraclough
- Michel Barrette
- Yvon Barrette
- Alex Barris
- Mabel Barrison
- Claudja Barry
- Lawrence Barry
- Jay Baruchel
- Gary Basaraba
- Earl W. Bascom
- Ben Bass
- Nick Bateman
- David Bateson
- Eric Bauza
- Jennifer Baxter
- Frances Bay
- Lawrence Bayne
- Adam Beach
- Gerry Bean
- Stephanie Beard
- Rod Beattie
- Nancy Beatty
- Robert Beatty
- Michelle Beaudoin
- Christine Beaulieu
- Bobby Becken
- Henry Beckman
- Cascy Beddow
- Steven Bednarski
- Samantha Bee
- Jennifer Beech
- Brendan Beiser
- Walter Belasco
- Lisa Ann Beley
- Juliette Béliveau
- Véronique Béliveau
- Doron Bell
- Jade C. Bell
- Jill Belland
- Rykko Bellemare
- Kwena Bellemare-Boivin
- Ryan Belleville
- Ray Bellew
- Paul Bellini
- Scott Bellis
- Cynthia Belliveau
- Gil Bellows
- Marc Bendavid
- Clé Bennett
- Matthew Bennett
- Sonja Bennett
- Sophie Bennett
- Zachary Bennett
- Tyrone Benskin
- Julia Benson
- Shaun Benson
- Lyriq Bent
- Michael Benyaer
- Françoise Berd
- Erik J. Berg
- Sheldon Bergstrom
- Norm Berketa
- Denis Bernard
- Michael Bernardo
- Kevin Bernhardt
- David Berni
- Tamara Bernier Evans
- Karen Bernstein
- Dorothée Berryman
- Attila Bertalan
- Karen Bertelsen
- Laura Bertram
- William Bertram
- Antoine Bertrand
- Jocelyn Bérubé
- Angela Besharah
- Ardon Bess
- Salome Bey
- Raoul Bhaneja
- Sonya Biddle
- Cyril Biddulph
- Guy Big
- Lani Billard
- Jean-Luc Bilodeau
- Vincent Bilodeau
- Luke Bilyk
- Morris Birdyellowhead
- Len Birman
- Shaughnessy Bishop-Stall
- Kirsten Bishopric
- Thor Bishopric
- Sandrine Bisson
- Yannick Bisson
- Joel Bissonnette
- Catherine Black
- Jully Black
- Meghan Black
- Ian Blackwood
- Bre Blair
- Lionel Blair
- Isabelle Blais
- Peter Blais
- Mervyn Blake
- William Rufus Blake
- Claude Blanchard
- Rachel Blanchard
- Neal Bledsoe
- Alan Bleviss
- Jason Blicker
- James Blight
- Genevieve Blinn
- Ben Blue
- Jack Blum
- Trevor Blumas
- Lothaire Bluteau
- Domini Blythe
- Bruce Boa
- Daniela Bobadilla
- Columpa Bobb
- Hart Bochner
- Lloyd Bochner
- Robert Bockstael
- Rick Bognar
- Michael Boisvert
- Katie Boland
- James Bondy
- Céline Bonnier
- Linwood Boomer
- Daneen Boone
- Nikohl Boosheri
- Kristin Booth
- Lindy Booth
- Christa Borden
- Walter Borden
- Anne-Élisabeth Bossé
- Réal Bossé
- Devon Bostick
- Sara Botsford
- Daniel Boucher
- Jean-Carl Boucher
- Nicole Bouma
- Marie-Claude Bourbonnais
- John Bourgeois
- J. R. Bourne
- Annie Bovaird
- Cory Bowles
- Jeanne Bowser
- Garen Boyajian
- Lynda Boyd
- John Boylan
- Bernard Braden
- Justin Bradley
- Paul Bradley
- Glenda Braganza
- Tom Braidwood
- Paula Brancati
- Jock Brandis
- André Brassard
- Marie Brassard
- Pierre Brassard
- Paul-André Brasseur
- Normand Brathwaite
- Stephen Brathwaite
- Steve Braun
- Paul Braunstein
- Jay Brazeau
- Peter Breck
- John Bregar
- Stéphane Breton
- Beverley Breuer
- Alana Bridgewater
- Cameron Bright
- Pierre-Luc Brillant
- Yvette Brind'Amour
- Christopher Britton
- Ryder Britton
- Dave Broadfoot
- Cecil Broadhurst
- Daniel Brochu
- Évelyne Brochu
- Sage Brocklebank
- Leanna Brodie
- Stefan Brogren
- Valri Bromfield
- Daniel Brooks
- Danny Brooks
- Elisabeth Brooks
- Norman Brooks
- Shelton Brooks
- Claire Brosseau
- Geneviève Brouillette
- J. Adam Brown
- Charity Brown
- Darrin Brown
- Divine Brown
- Don Brown
- Jefferson Brown
- Miquel Brown
- Natalie Brown
- Aurora Browne
- D'Arcy Browning
- Christine Brubaker
- Dylan Bruce
- Amanda Brugel
- Robin Brûlé
- Laura Bruneau
- Lucas Bryant
- Greg Bryk
- Michael Bublé
- A. J. Buckley
- Zoltán Buday
- Barbara Budd
- Genevieve Buechner
- Valerie Buhagiar
- Geneviève Bujold
- James Bulliard
- Kylie Bunbury
- Michael Burgess
- Phil Burke
- Samson Burke
- Fulton Burley
- Tom Burlinson
- Alaina Burnett
- Martha Burns
- Raymond Burr
- Jackie Burroughs
- Janet Burston
- Cindy Busby
- Tom Busby
- Pascale Bussières
- Adam Butcher
- Mandy Butcher
- Dean Butler
- Tom Butler
- Brent Butt
- George Buza
- Steve Byers
- Jim Byrnes

## C
- Eric Cabral
- Lally Cadeau
- Anne-Marie Cadieux
- Jason Cadieux
- Sophie Cadieux
- Inga Cadranel
- Sally Cahill
- Leah Cairns
- Natasha Calis
- Kay Callard
- Michael Caloz
- Jesse Camacho
- Mark Camacho
- Rod Cameron
- Benedict Campbell
- Chuck Campbell
- Douglas Campbell
- Conchita Campbell
- Morgan Taylor Campbell
- Neve Campbell
- Nicholas Campbell
- Jennifer Candy
- John Candy
- Sara Canning
- Lorne Cardinal
- Pierre-Yves Cardinal
- Tantoo Cardinal
- Len Cariou
- Len Carlson
- Paul Carpenter
- Jim Carrey
- Luciana Carro
- Jack Carson
- Alex Carter
- Sarah Carter
- Peggy Cartwright
- Brent Carver
- Dillon Casey
- John Cassini
- Aimée Castle
- Maggie Castle
- Marilyn Castonguay
- Roch Castonguay
- Kim Cattrall
- Tom Cavanagh
- Caroline Cave
- Nicola Cavendish
- Michael Cera
- Erica Cerra
- Sarah Chalke
- Munro Chambers
- Aimee Chan
- Shannon Chan-Kent
- Candy Chang
- Keshia Chanté
- Alexander Chapman
- Christine Chatelain
- Justin Chatwin
- Maury Chaykin
- Évelyne de la Chenelière
- Joyce Cheng
- Olivia Cheng
- Jonas Chernick
- Cayle Chernin
- Jonathan Cherry
- Richard Chevolleau
- Charly Chiarelli
- Gina Chiarelli
- Frank Chiesurin
- Mary-Colin Chisholm
- Monia Chokri
- Charlene Choi
- Ins Choi
- Billy Chow
- Janet Chow
- Lori Chow
- Valerie Chow
- Vivian Chow
- Emmanuelle Chriqui
- Hayden Christensen
- Dinah Christie
- Warren Christie
- Eric Christmas
- Tommy Chong
- Rae Dawn Chong
- Robbi Chong
- Lara Jean Chorostecki
- Babz Chula
- Christy Chung
- Linda Chung
- Daniel Clark
- Robert Clark
- Susan Clark
- Helene Clarkson
- Kira Clavell
- Suzanne Clément
- Sasha Clements
- Glory Annen Clibbery
- Karen Cliche
- Robert Clothier
- Fabien Cloutier
- Suzanne Cloutier
- Conrad Coates
- Kim Coates
- Michael Cohen
- Enrico Colantoni
- Fabienne Colas
- Renée Coleman
- John Colicos
- Lynn Colliar
- Carla Collins
- Dorothy Collins
- Lauren Collins
- Richard Collins
- Tim Conlon
- Nazneen Contractor
- Susan Conway
- A. J. Cook
- Ryan Cooley
- Jenny Cooper
- Jon Cor
- Rick Cordeiro
- Henry Corden
- Ian James Corlett
- Penelope Corrin
- Julianne Côté
- Alyson Court
- Christina Cox
- Deborah Cox
- Richard Ian Cox
- Susan Coyne
- Georgia Craig
- Kelly Craig
- Michael Cram
- Phyllis Crane
- Matt Craven
- Gavin Crawford
- Rachel Crawford
- Michelle Creber
- Jack Creley
- Wendy Crewson
- Amanda Crew
- Mark Critch
- Roark Critchlow
- Jonathan Crombie
- Neil Crone
- Rachel Cronin
- Hume Cronyn
- Josephine Crowell
- Katie Crown
- Marie-Josée Croze
- Daniel Cudmore
- Leah Renee Cudmore
- Peter Cullen
- Sean Cullen
- Anna Cummer
- Seán Cummings
- Martin Cummins
- Peter Cureton
- Pierre Curzi
- Elisha Cuthbert
- Myriam Cyr

## D
- Cynthia Dale
- Jennifer Dale
- Normand D'Amour
- Lawrence Dane
- Roman Danylo
- Diane D'Aquila
- Agam Darshi
- Michael D'Ascenzo
- Ellen David
- Lolita Davidovich
- Mackenzie Davis
- Tanyalee Davis
- William B. Davis
- Tracy Dawson
- Carol-Anne Day
- Nicole de Boer
- Yvonne De Carlo
- Kaaren de Zilva
- Lucy DeCoutere
- Gerry Dee
- Louis Del Grande
- Maria del Mar
- Jason Deline
- Kris Demeanor
- Stéphane Demers
- Katherine DeMille
- Allegra Denton
- Stacey DePass
- John DeSantis
- Daniel DeSanto
- Michèle Deslauriers
- Mélissa Désormeaux-Poulin
- Trevor Devall
- Paula Devicq
- Colleen Dewhurst
- Caroline Dhavernas
- Sébastien Dhavernas
- Vekeana Dhillon
- Riva Di Paola
- Sergio Di Zio
- Alex Diakun
- Chris Diamantopoulos
- Selma Diamond
- Lauren Diewold
- Holly Dignard
- Hugh Dillon
- Eleonora Dimakos
- Melissa DiMarco
- Bruce Dinsmore
- Ma-Anne Dionisio
- Catherine Disher
- Anne Ditchburn
- Nina Dobrev
- Fefe Dobson
- Heather Doerksen
- Lexa Doig
- Xavier Dolan
- Cindy Dolenc
- Damon D'Oliveira
- Nancy Dolman
- Lesleh Donaldson
- Peter Donaldson
- Marc Donato
- James Doohan
- Mike Dopud
- Cory Doran
- Brooke D'Orsay
- Fifi D'Orsay
- Anne Dorval
- Jeff Douglas
- Joanna Douglas
- Shirley Douglas
- Nathalie Doummar
- Alisen Down
- Elle Downs
- Aaryn Doyle
- John Drainie
- Martin Drainville
- Marie Dressler
- Spencer Drever
- Patrick Drolet
- Brian Drummond
- Laura Drummond
- Julie du Page
- Leon Dubinsky
- Deborah Duchêne
- Cara Duff-MacCormick
- Burkely Duffield
- Victoria Duffield
- Romina D'Ugo
- Kevin Duhaney
- Robin Duke
- Douglass Dumbrille
- Dawson Dunbar
- Arlene Duncan
- Barrie Dunn
- Robin Dunne
- Rosemary Dunsmore
- John Dunsworth
- Molly Dunsworth
- Sarah E. Dunsworth
- Roy Dupuis
- Erica Durance
- Kevin Durand
- Deanna Durbin
- Zara Durrani
- Karyn Dwyer

## E
- Chris Earle
- Sam Earle
- Katherine East
- Jayne Eastwood
- Maude Eburne
- Matthew Edison
- Sarah Edmondson
- Harry Edwards
- Atom Egoyan
- Ali Eisner
- David Eisner
- Candace Elaine
- Jeannie Elias
- Melissa Elias
- Lawrence Elion
- Beverley Elliott
- Brennan Elliott
- David James Elliott
- Laurie Elliott
- Lillian Elliott
- Tracey Ellis
- Ralph Endersby
- Vivien Endicott-Douglas
- Anke Engelke
- Aryana Engineer
- Jake Epstein
- Josh Epstein
- Mary Jo Eustace
- Daniella Evangelista
- Lini Evans
- Dylan Everett
- Erik Everhard
- Vanessa Lee Evigan
- Jacob Ewaniuk
- Sophia Ewaniuk
- Fred Ewanuick
- Irdens Exantus

## F
- Megan Fahlenbock
- Kristin Fairlie
- Elisabetta Fantone
- Stacey Farber
- Gary Farmer
- Shannon Farnon
- Alexia Fast
- Françoise Faucher
- Angela Featherstone
- Matreya Fedor
- Tania Fédor
- Brendan Fehr
- Shane Feldman
- Colm Feore
- Colin Ferguson
- Max Ferguson
- Jodelle Ferland
- Charlene Fernetz
- Samantha Ferris
- Joy Fielding
- Denise Filiatrault
- Fab Filippo
- Nathan Fillion
- Katie Findlay
- Timothy Findley
- Ken Finkleman
- Carrie Finlay
- Jennifer Finnigan
- Christine Firkins
- Brandon Firla
- Rhiannon Fish
- Noel Fisher
- Erin Fitzgerald
- Diane Flacks
- Erin Fleming
- Brendan Fletcher
- Page Fletcher
- Hélène Florent
- Waawaate Fobister
- Dave Foley
- Megan Follows
- Angela Fong
- Glenn Ford
- Luke Ford
- Melyssa Ford
- Louise Forestier
- Rosemary Forsyth
- Marianne Fortier
- Dianne Foster
- Lisa Foster
- Carly Foulkes
- Michael J. Fox
- Don Francks
- Rainbow Sun Francks
- Jill Frappier
- Brendan Fraser
- Matt Frewer
- Jonathan Frid
- Darren Frost
- Brian Froud
- Nolan Gerard Funk
- Nelly Furtado
- Angela Fusco

## G
- Richard Gabourie
- Sarah Gadon
- Lorena Gale
- Vincent Gale
- Melissa Galianos
- Brendan Gall
- Patrick Gallagher
- Angela Galuppo
- Robin Gammell
- Nisha Ganatra
- Monique Ganderton
- Merrilyn Gann
- Soo Garay
- Hope Garber
- Victor Garber
- Saskia Garel
- Krystal Garib
- Pauline Garon
- Mark Gatha
- Kathleen Gati
- Elise Gatien
- Maxim Gaudette
- Jeff Geddis
- Cara Gee
- Gratien Gélinas
- Mitsou Gélinas
- Jasmin Geljo
- Yani Gellman
- Chief Dan George
- Kat Germain
- Nicole Germain
- Bruno Gerussi
- Leah Gibson
- Martha Gibson
- Noah Giffin
- Sally Gifford
- Marie Gignac
- Lucas Gilbertson
- Onalea Gilbertson
- Lara Gilchrist
- Thea Gill
- Jennifer Gillis
- Gail Gilmore
- Patrick Gilmore
- Jessalyn Gilsig
- Nadia Giosia
- Rémy Girard
- Michelle Giroux
- Joanna Gleason
- Edward Glen
- Stephen Kramer Glickman
- Susan Glover
- Maurice Godin
- Sarah Goldberg
- Joel Gordon
- Tamara Gorski
- Ryan Gosling
- Jen Gould
- Nicolette Goulet
- Robert Goulet
- Luba Goy
- Dakota Goyo
- Aubrey Graham
- Currie Graham
- Anais Granofsky
- Ona Grauer
- Brittany Gray
- Carsen Gray
- Jason Gray-Stanford
- Sabrina Grdevich
- Dallas Green
- George Green
- Janet-Laine Green
- Rick Green
- Tom Green
- Graham Greene
- Lorne Greene
- Bruce Greenwood
- Lyndie Greenwood
- Macha Grenon
- Sarah Grey
- Katie Griffin
- Lynne Griffin
- Nonnie Griffin
- Linda Griffiths
- Shenae Grimes
- Marc-André Grondin
- Hannah Gross
- Paul Gross
- David Paul Grove
- Nicky Guadagni
- Isabelle Guérard
- Élise Guilbault

## H
- Benita Ha
- Dayle Haddon
- Kristen Hager
- Abby Hagyard
- Corey Haim
- Haji
- Jennifer Hale
- Jonathan Hale
- Geri Hall
- Monty Hall
- Natalie Hall
- Barbara Hamilton
- Patricia Hamilton
- Emily Hampshire
- Danielle Hampton
- Kevin Hanchard
- Elizabeth Hanna
- Eve Harlow
- Shalom Harlow
- Jessica Harmon
- Richard Harmon
- Johanne Harrelle
- Ashleigh Harrington
- Barbara Eve Harris
- Jonny Harris
- Laura Harris
- Don Harron
- Phil Hartman
- Ellie Harvie
- Susan Haskell
- Ali Hassan
- Allan Hawco
- Terri Hawkes
- Kay Hawtrey
- Carter Hayden
- Lili Haydn
- Jordan Hayes
- David Hayter
- Terra Hazelton
- Dianne Heatherington
- Meghan Heffern
- Jayne Heitmeyer
- Tricia Helfer
- Anne Helm
- Meredith Henderson
- Saffron Henderson
- Jacqueline Hennessy
- Jill Hennessy
- Martha Henry
- Natasha Henstridge
- Marieve Herington
- Roland Hewgill
- Sitara Hewitt
- David Hewlett
- Tamara Hickey
- Torri Higginson
- Jennifer Hill
- Matt Hill
- Art Hindle
- Karen Hines
- Patrick Hivon
- Chelsea Hobbs
- Edmond Hockridge
- Susan Hogan
- Arthur Holden
- Gina Holden
- Laurie Holden
- Kris Holden-Ried
- Emily Holmes
- Elinor Holt
- Sandrine Holt
- Saba Homayoon
- Elva Mai Hoover
- Barclay Hope
- Leslie Hope
- Tamara Hope
- William Hope
- Victoria Hopper
- Kaniehtiio Horn
- Christine Horne
- Chelah Horsdal
- Emanuel Hoss-Desmarais
- Jeremy Hotz
- Kenny Hotz
- Alex House
- Cole Howard
- Kathleen Howard
- Lisa Howard
- Tracey Hoyt
- Vicky Huang
- Patrick Huard
- Sébastien Huberdeau
- Alaina Huffman
- Kim Huffman
- Jovanna Huguet
- Kimberly Huie
- Ross Hull
- Walter Huston
- William Hutt
- Pascale Hutton
- Pam Hyatt
- Frances Hyland
- James Hyndman

## I
- John Ireland
- Michael Ironside
- Britt Irvin
- Jennifer Irwin
- Katharine Isabelle
- Tajja Isen
- Madeline Ivalu
- Paul-Dylan Ivalu
- Henriette Ivanans

## J
- Joshua Jackson
- Michael Jackson
- Tom Jackson
- Lou Jacobi
- Kawennahere Devery Jacobs
- Christopher Jacot
- Nicole Jaffe
- Lisa Jakub
- Sabrina Jalees
- Janyse Jaud
- Rebecca Jenkins
- Roy Jenson
- Connor Jessup
- Robert Jezek
- Suresh Joachim
- Avan Jogia
- Balinder Johal
- Zillur Rahman John
- Alexz Johnson
- C. David Johnson
- Clark Johnson
- Eric Johnson
- Matt Johnson
- Taborah Johnson
- Tyler Johnston
- Roni Jonah
- Andy Jones
- Cathy Jones
- Rick Jones
- G. B. Jones
- Laura Jordan
- Hélène Joy
- Robert Joy
- Demetrius Joyette

## K
- Shauna Kain
- Stan Kane
- Jessica Kardos
- Athena Karkanis
- Erin Karpluk
- Sabine Karsenti
- Sofia Karstens
- Alex Karzis
- Daniel Kash
- Linda Kash
- Daphna Kastner
- Peter Kastner
- Stana Katic
- Judah Katz
- Kerrie Keane
- Ruby Keeler
- Tina Keeper
- Jared Keeso
- Peter Keleghan
- Joanne Kelly
- Justin Kelly
- Morgan Kelly
- Terence Kelly
- Kate Kelton
- Cameron Kennedy
- Carl Kennedy
- Jessica Parker Kennedy
- Barbara Kent
- Susan Kent
- Roxanne Kernohan
- Steven Kerzner
- Armeena Khan
- Julie Khaner
- Arsinée Khanjian
- Janet Kidder
- Margot Kidder
- Gail Kim
- Deborah Kimmett
- Charmion King
- Helen King
- Brigitte Kingsley
- Shane Kippel
- Luke Kirby
- Mia Kirshner
- Taylor Kitsch
- Keith Knight
- Matthew Knight
- Ann Knox
- Erik Knudsen
- Shannon Kook
- Tinsel Korey
- Adam Korson
- Elias Koteas
- Anthony Kramreither
- Kristin Kreuk
- Natalie Krill
- Kelly Kruger
- Grace Lynn Kung
- Mimi Kuzyk
- Paloma Kwiatkowski
- Miranda Kwok
- Sonija Kwok

## L
- Rosa Labordé
- Sarah-Jeanne Labrosse
- Andrée Lachapelle
- Lisa LaCroix
- Sarah Lafleur
- Jacinthe Laguë
- Christie Laing
- Jon Lajoie
- Amy Lalonde
- Maurice LaMarche
- Lisa Lambert
- Micheline Lanctôt
- Alexandre Landry
- Lisa Langlois
- Margaret Langrick
- Murray Langston
- Robert Lantos
- Jean Lapointe
- Stéphanie Lapointe
- Kathleen Laskey
- Sarah Lassez
- Alexandrine Latendresse
- Michelle Latimer
- Carina Lau
- Carole Laure
- Charlotte Laurier
- Lucie Laurier
- Christian Laurin
- Jani Lauzon
- Avril Lavigne
- Florence Lawrence
- Michael Lazarovitch
- Charlotte Le Bon
- Julie Le Breton
- Véronique Le Flaguais
- Nicholas Lea
- Ron Lea
- Jennifer Leak
- Catherine de Léan
- Walter Learning
- Chris Leavins
- Diana Leblanc
- Karen LeBlanc
- Laurence Leboeuf
- Cory Lee
- Cosette Lee
- Jennifer Anne Lee
- Louise Lee
- Ruta Lee
- Sook-Yin Lee
- Rachelle Lefevre
- Ashley Leggat
- Kristin Lehman
- Carla Lehmann
- Aimée Leigh
- Melanie Leishman
- Tyron Leitso
- Kris Lemche
- Julie Lemieux
- Anthony Lemke
- Vanessa Lengies
- Sylvia Lennick
- Sylvie Léonard
- Elyse Levesque
- Jenny Levine
- Caissie Levy
- Eugene Levy
- Shawn Levy
- Holly Lewis
- Monique Leyrac
- Leanne Li
- Andrea Libman
- Landon Liboiron
- Ali Liebert
- Marilyn Lightstone
- Beatrice Lillie
- Evangeline Lilly
- Sarah Lind
- Lalainia Lindbjerg
- Cec Linder
- Natalie Lisinska
- Pauline Little
- Rich Little
- Nadia Litz
- Bernice Liu
- Suzanne Lloyd
- Hollie Lo
- Monica Lo
- Mike Lobel
- Hannah Lochner
- Gene Lockhart
- Anne Marie Loder
- Fiona Loewi
- Donal Logue
- Celine Lomez
- Sophie Lorain
- Kevin Loring
- Alison Louder
- Crystal Lowe
- Jessica Lowndes
- Yvette Lu
- Jessica Lucas
- Alexander Ludwig
- Linlyn Lue
- Marla Lukofsky
- Jeff Lumby
- Tabitha Lupien
- Erica Luttrell
- Rachel Luttrell
- Kate Lynch

## M
- Allie MacDonald
- Ann-Marie MacDonald
- Austin MacDonald
- Mike MacDonald
- Norm Macdonald
- Shauna MacDonald
- Christie MacFadyen
- Luke Macfarlane
- Martha MacIsaac
- Mylène Mackay
- Bhreagh MacNeil
- Laine MacNeil
- Peter MacNeill
- Melanie Morse MacQuarrie
- Adriana Maggs
- Anita Majumdar
- Shaun Majumder
- Chris Makepeace
- Keram Malicki-Sanchez
- Jane Mallett
- Fanny Mallette
- Barbara Mamabolo
- Howie Mandel
- Andrea Mann
- Sarah Manninen
- Bronwen Mantel
- Cheri Maracle
- Patricia Marceau
- Barbara March
- Micheline Marchildon
- Mara Marini
- Gabrielle Marion-Rivard
- Louise Marleau
- Marie-Noelle Marquis
- Alan Marriott
- Kristie Marsden
- Amber Marshall
- Ruth Marshall
- Alexis Martin
- Andrea Martin
- Anne-Marie Martin
- Flora Martínez
- Tatiana Maslany
- Raymond Massey
- Jean-Pierre Masson
- Pat Mastroianni
- Kari Matchett
- Anik Matern
- Suleka Mathew
- Erin Mathews
- Cameron Mathison
- Trevor Matthews
- Amy Matysio
- Lois Maxwell
- Roberta Maxwell
- Alberta Mayne
- Tawiah M'carthy
- Rachel McAdams
- Bryn McAuley
- Maxwell McCabe-Lokos
- Sean McCann
- Emilia McCarthy
- Nobu McCarthy
- Sheila McCarthy
- Kandyse McClure
- Scott McCord
- Eric McCormack
- Bruce McCulloch
- Dean McDermott
- Brenda McDonald
- Kevin McDonald
- Miriam McDonald
- Heather McEwen
- Paul McGillion
- Benoît McGinnis
- Debra McGrath
- Doug McGrath
- Jane McGregor
- Terry McGurrin
- Stephen McHattie
- Yanna McIntosh
- Don McKellar
- Patrick McKenna
- Seana McKenna
- Patricia McKenzie
- Britt McKillip
- Carly McKillip
- Mark McKinney
- Casey McKinnon
- Megan McKinnon
- Brandon Jay McLaren
- Hollis McLaren
- Mike McLeod
- Samantha McLeod
- Shelagh McLeod
- Allyn Ann McLerie
- Mercedes McNab
- Scott McNeil
- Joyce Meadows
- Krystal Meadows
- Caitlynne Medrek
- Mark Meer
- André Melançon
- Wendel Meldrum
- Andrea Menard
- Julie Ménard
- Gerry Mendicino
- Laura Mennell
- Evan Mercer
- Rick Mercer
- Monique Mercure
- Melanie Merkosky
- Belinda Metz
- Kelly Metzger
- Brendan Meyer
- Michelle Meyrink
- Darcy Michael
- Dominique Michel
- Lorne Michaels
- Leyla Milani
- Albert Millaire
- Gabrielle Miller
- Jennifer Miller
- Monique Miller
- Paul Miller
- Peter Miller
- Sherry Miller
- Deanna Milligan
- Dustin Milligan
- Alan Mills
- Pat Mills
- Stephanie Anne Mills
- Marc Minardi
- Claudette Mink
- Beau Mirchoff
- Stacie Mistysyn
- Atticus Mitchell
- Shay Mitchell
- Colin Mochrie
- Melissa Molinaro
- Michelle Molineux
- Merwin Mondesir
- Cory Monteith
- Belinda Montgomery
- Pascale Montpetit
- Ashleigh Aston Moore
- Stephanie Moore
- Tedde Moore
- Tracey Moore
- Alice Moran
- Rick Moranis
- Sylvie Moreau
- Denise Morelle
- Alice Morel-Michaud
- Michelle Morgan
- Vanessa Morgan
- Wesley Morgan
- Stephanie Morgenstern
- Ishan Morris
- Alanis Morissette
- Vanessa Morley
- Libby Morris
- Kirby Morrow
- Max Morrow
- Carrie-Anne Moss
- Jesse Moss
- Tegan Moss
- Joseph Motiki
- Masasa Moyo
- Nicole Muñoz
- Lochlyn Munro
- Samantha Munro
- Kathleen Munroe
- Bjanka Murgel
- Dwain Murphy
- Mathew Murray
- Sunday Muse
- Mike Myers

## N
- Rupinder Nagra
- Tony Nardi
- Robert Naylor
- Louis Negin
- Reagan Dale Neis
- Sophie Nélisse
- Kate Nelligan
- Andrea Nemeth
- Caroline Néron
- John Neville
- Brooke Nevin
- Jacques Newashish
- Alisha Newton
- Mayko Nguyen
- Melanie Nicholls-King
- Leslie Nielsen
- Jesse Nilsson
- Andre Noble
- Eleanor Noble
- Michelle Nolden
- Marilyn Norry
- Rebecca Northan
- Diane Nyland

## O
- Annick Obonsawin
- Aliyah O'Brien
- Deborah Odell
- Clairette Oddera
- Steven Ogg
- Sandra Oh
- Catherine O'Hara
- Sonja O'Hara
- Enuka Okuma
- Peter Oldring
- Britne Oldford
- Craig Olejnik
- Huguette Oligny
- Nicole Oliver
- America Olivo
- Steve Olson
- Ty Olsson
- Sean O'Neill
- Ndidi Onukwulu
- Joan Orenstein
- Corinne Orr
- Marina Orsini
- Meghan Ory
- Paul O'Sullivan
- Peter Outerbridge
- Chris Owens
- Patricia Owens

## P
- David Paetkau
- Ellen Page
- Mahée Paiement
- David Palffy
- Candy Palmater
- Zoie Palmer
- Melanie Papalia
- Stéphane Paquette
- Anna Paquin
- Jessica Paré
- Kevin Parent
- Grace Park
- Megan Park
- Cecilia Parker
- Leni Parker
- Molly Parker
- Gerard Parkes
- Barbara Parkins
- Anie Pascale
- Reagan Pasternak
- Ellora Patnaik
- Dorothy Patrick
- Shirley Patterson
- Aislinn Paul
- Dan Payne
- Nelofer Pazira
- Lucy Peacock
- Krystin Pellerin
- Andrée Pelletier
- Bronson Pelletier
- Denise Pelletier
- Wilma Pelly
- Tahmoh Penikett
- Barry Pepper
- Missy Peregrym
- Emily Perkins
- Matthew Perry
- Xavier Petermann
- Russell Peters
- Luvia Petersen
- Eric Peterson
- Shelley Peterson
- Doris Petrie
- Dan Petronijevic
- Joanna Pettet
- Stefanie von Pfetten
- Anastasia Phillips
- Autumn Phillips
- Béatrice Picard
- Luc Picard
- Lottie Pickford
- Mary Pickford
- Walter Pidgeon
- Joseph Pierre
- Shailyn Pierre-Dixon
- Cara Pifko
- Sebastian Pigott
- Alison Pill
- Jacqueline Pillon
- Claire Pimparé
- Joe Pingue
- Arnold Pinnock
- Gordon Pinsent
- Leah Pinsent
- Roddy Piper
- Konstantina Pirkas
- Jennifer Pisana
- Erin Pitt
- Annabella Piugattuk
- Mandy Playdon
- Christopher Plummer
- Jennifer Podemski
- Kim Poirier
- Sarah Polley
- Alexander Pollock
- Sharon Pollock
- Léa Pool
- Aaron Poole
- Carly Pope
- Paul Popowich
- Louise Portal
- MacKenzie Porter
- Christian Potenza
- Chris Potter
- Jonathan Potts
- Victoria Pratt
- Cynthia Preston
- Clare Preuss
- Marie Prevost
- Connor Price
- Jason Priestley
- Ramona Pringle
- Jenn Proske
- Brooklynn Proulx
- Danielle Proulx
- Kirsten Prout
- Karl Pruner

## Q
- John Qualen
- Chantal Quesnelle

## R
- Pamela Rabe
- Rosemary Radcliffe
- Barbara Radecki
- Natalie Radford
- Douglas Rain
- Ashleigh Rains
- Claire Rankin
- Jeremy Ratchford
- Meaghan Rath
- Lisa Ray
- Jennie Raymond
- Barbara Read
- Duke Redbird
- Sarah-Jane Redmond
- Keanu Reeves
- Laura Regan
- Tanja Reichert
- Adam Reid
- Fiona Reid
- Kate Reid
- Noah Reid
- Georgina Reilly
- Winston Rekert
- Mark Rendall
- Callum Keith Rennie
- Colleen Rennison
- Ginette Reno
- Liisa Repo-Martell
- Jodie Resther
- Gloria Reuben
- Michael Reventar
- Jillian Reynolds
- Ryan Reynolds
- Caroline Rhea
- Donnelly Rhodes
- Italia Ricci
- Alex Rice
- Billie Mae Richards
- Jasmine Richards
- Jackie Richardson
- Isabel Richer
- Julian Richings
- Emily Bett Rickards
- Kyle Rideout
- Michael Riley
- Maya Ritter
- Patrick Roach
- Michael Roberds
- Denise Robert
- Rick Roberts
- Françoise Robertson
- Kathleen Robertson
- Nancy Robertson
- Louise Robey
- Toby Robins
- Pierrette Robitaille
- Debbie Rochon
- Seth Rogen
- Kacey Rohl
- Sasha Roiz
- Susan Roman
- Cristina Rosato
- Tony Rosato
- Gabrielle Rose
- Michelle Rossignol
- Carlo Rota
- Andrea Roth
- Teryl Rothery
- Anna Mae Routledge
- Jean-Louis Roux
- Kelly Rowan
- Anusree Roy
- Maxim Roy
- Allan Royal
- Tim Rozon
- Jan Rubeš
- Susan Douglas Rubes
- Ron Rubin
- Saul Rubinek
- Michael Rudder
- Craig Russell
- Ann Rutherford
- Rusty Ryan
- Tracy Ryan
- Lisa Ryder

## S
- Ed Sahely
- Tabitha St. Germain
- Hugo St-Cyr
- Buffy Sainte Marie
- Chloé Sainte-Marie
- Catherine St-Laurent
- Nancy Anne Sakovich
- Rosa Salazar
- Sonya Salomaa
- Ève Salvail
- Eliza Sam
- Cindy Sampson
- Victoria Sanchez
- Ecstasia Sanders
- Garwin Sanford
- Riza Santos
- Will Sasso
- Tania Saulnier
- Tyrone Savage
- Leela Savasta
- Devon Sawa
- Michele Scarabelli
- Alan Scarfe
- Jonathan Scarfe
- August Schellenberg
- Christina Schild
- Talia Schlanger
- Kyle Schmid
- Christina Schmidt
- Monika Schnarre
- Lisa Schrage
- Kim Schraner
- Albert Schultz
- Eric Schweig
- Caterina Scorsone
- Melanie Scrofano
- Alison Sealy-Smith
- Michael Seater
- Noot Seear
- Elena Semikina
- Nick Serino
- Corey Sevier
- Jeff Seymour
- Zaib Shaikh
- Kerry Shale
- Chuck Shamata
- Melinda Shankar
- Michael Shanks
- Polly Shannon
- Rekha Sharma
- William Shatner
- Helen Shaver
- Athole Shearer
- Norma Shearer
- Anthony Sherwood
- Gale Sherwood
- Madeleine Sherwood
- Erin Shields
- Joanna Shimkus
- Sofia Shinas
- Nell Shipman
- Catherine Shirriff
- Martin Short
- Gilbert Sicotte
- Sandy Sidhu
- Teejay Sidhu
- Anna Silk
- Carmen Silvera
- Jay Silverheels
- Robert A. Silverman
- Chelan Simmons
- Shadia Simmons
- Hannah Simone
- Denis Simpson
- Karen Simpson
- Marc Singer
- Shawn Singleton
- Rachel Skarsten
- Amy Sloan
- Alexis Smith
- Douglas Smith
- Gregory Smith
- Jaclyn A. Smith
- Kavan Smith
- Lauren Lee Smith
- Makyla Smith
- Mike Smith
- Steve Smith
- Trevor Smith
- Sonja Smits
- Cobie Smulders
- Sarah Smyth
- Naomi Snieckus
- Victoria Snow
- Ksenia Solo
- Christine Solomon
- Brett Somers
- Steph Song
- Manoj Sood
- Veena Sood
- Linda Sorenson
- Jerri Southcott
- Ned Sparks
- Monique Spaziani
- Scott Speedman
- Tara Spencer-Nairn
- Tracy Spiridakos
- Ruth Springford
- Jewel Staite
- Nicole Stamp
- Bernard Starlight
- Muriel Starr
- Cassie Steele
- Jessica Steen
- Rob Stefaniuk
- David Steinberg
- Janaya Stephens
- Amanda Stepto
- Robyn Stevan
- Diane Stevenett
- Cynthia Stevenson
- Alexandra Stewart
- Catherine Mary Stewart
- Julie Stewart
- Tyler Stewart
- Nicole Stoffman
- Clare Stone
- Stuart Stone
- Chantal Strand
- Sarah Strange
- Dorothy Stratten
- Tara Strong
- Katie Stuart
- Camille Sullivan
- Charlotte Sullivan
- Cree Summer
- Roseanne Supernault
- Rajiv Surendra
- David Sutcliffe
- Donald Sutherland
- Kiefer Sutherland
- Rossif Sutherland
- Janine Sutto
- Krista Sutton
- Serinda Swan
- Michelle Sweeney
- Shelley Sweeney

## T
- Siu Ta
- Eva Tanguay
- Amanda Tapping
- Toby Tarnow
- Cherilee Taylor
- Mark Taylor
- Sharon Taylor
- Tamara Taylor
- Emma Taylor-Isherwood
- Sally Taylor-Isherwood
- Jill Teed
- April Telek
- Emily Tennant
- Venus Terzo
- Deborah Theaker
- Olivette Thibault
- Alan Thicke
- Robin Thicke
- Dave Thomas
- Greg Thomey
- Jody Thompson
- Marni Thompson
- Reece Thompson
- Scott Thompson
- Shelley Thompson
- Kristen Thomson
- R.H. Thomson
- Alicia Thorgrimsson
- Pat Thornton
- Linda Thorson
- Michelle Thrush
- Valerie Tian
- Dov Tiefenbach
- Jacob Tierney
- Marie Tifo
- Jennifer Tilly
- Meg Tilly
- Cali Timmins
- Robert Tinkler
- Brittany Tiplady
- Lee Tockar
- Kate Todd
- Jordan Todosey
- Vincent Tong
- Gordon Tootoosis
- Sara Topham
- Sarah Torgov
- Ingrid Torrance
- Jackie Torrens
- Jonathan Torrens
- Elias Toufexis
- Keegan Connor Tracy
- Sophie Traub
- Richard Travers
- Jacob Tremblay
- John Paul Tremblay
- Karelle Tremblay
- Kay Tremblay
- Kate Trotter
- Catherine Trudeau
- Margaret Trudeau
- Yanic Truesdale
- Adrian Truss
- Natalia Tudge
- James Tupper
- Kristopher Turner
- Kett Turton
- Shannon Tweed
- Terry Tweed
- Tracy Tweed
- Jud Tylor
- Barbara Tyson

## U
- Natar Ungalaaq
- Deborah Kara Unger
- Mia Uyeda

## V
- Maria Vacratsis
- Billy Van
- Karine Vanasse
- Emily VanCamp
- Darla Vandenbossche
- Laura Vandervoort
- Vanity
- Joanne Vannicola
- Nia Vardalos
- Sugith Varughese
- Tasha de Vasconcelos
- Emmanuelle Vaugier
- Nadine Van der Velde
- Aliza Vellani
- Ingrid Veninger
- John Vernon
- Kate Vernon
- Asia Vieira
- Sonia Vigneault
- Katya Virshilas
- Julia Voth
- Vlasta Vrána

## W
- Michael Wade
- Rufus Wainwright
- Susan Walden
- Marian Waldman
- Ariel Waller
- Amanda Walsh
- Gwynyth Walsh
- Mary Walsh
- Jessalyn Wanlim
- Haylee Wanstall
- Dave Ward
- Lyman Ward
- Ryan Ward
- Zack Ward
- Estella Warren
- Alberta Watson
- Lucile Watson
- Al Waxman
- Aaron Webber
- Torri Webster
- Victor Webster
- Lisa Wegner
- Devon Weigel
- Robb Wells
- Kenneth Welsh
- Cathy Weseluck
- Chandra West
- Murray Westgate
- Steve Weston
- Jack Wetherall
- Marjorie White
- Sherry White
- Elizabeth Whitmere
- Chris Wiggins
- Colm Wilkinson
- Gina Wilkinson
- Christine Willes
- Chad Willett
- Barbara Williams
- Genelle Williams
- Harland Williams
- Nigel Shawn Williams
- Siobhan Williams
- Tonya Lee Williams
- Wes Williams
- Bree Williamson
- Austin Willis
- Leueen Willoughby
- Brittney Wilson
- Jonathan Wilson
- Niamh Wilson
- Rachel Wilson
- Jeff Wincott
- Michael Wincott
- Katheryn Winnick
- Maurice Dean Wint
- Joseph Wiseman
- Mariloup Wolfe
- Ellen Wong
- Jacqueline MacInnes Wood
- Gordon Michael Woolvett
- Jaimz Woolvett
- Calum Worthy
- Fay Wray
- Catherine Wreford
- Alexsandra Wright
- Janet Wright
- Tracy Wright

## Y
- Lisa Yamanaka
- Marline Yan
- Scott Yaphe
- Michael Yarmush
- Kim Yaroshevskaya
- Benny Yau
- Richard Yearwood
- David Yee
- Sally Yeh
- Norman Yeung
- Françoise Yip
- Jean Yoon
- Wayne Thomas Yorke
- Aden Young
- Alan Young
- D'bi Young
- Jonathon Young
- Noreen Young
- Stephen Young
- Trudy Young
- Andrew Younghusband
- Raugi Yu
- Catalina Yue

## Z
- Mary Lu Zahalan
- Alex Zahara
- Dominic Zamprogna
- Gema Zamprogna
- Lenore Zann
- Chiara Zanni
- Sylvia Zaradic
- Natty Zavitz
- Pete Zedlacher
- Emmanuelle Zeesman
- Kevin Zegers
- Michael Zelniker
- Kathryn Zenna
- Patricia Zentilli
- Matt Zimmerman
- Abby Zotz
- Julie Zwillich
- Noam Zylberman

## Vezi și
- Listă de regizori canadieni